# 司徒拔
司徒拔爵士，GCMG，FZS，JP（1876年10月13日—1947年12月7日），舊譯史塔士，英國殖民地部官員，曾長年在白廳供職，後來罕有地獲外調到錫蘭的殖民地政府工作，並且在十分短的時間內升任總督之職。司徒拔曾先後出任香港、牙買加、塞浦路斯與錫蘭的總督，任內以作風率直強硬和不易妥協著稱。在任香港總督期間，司徒拔就因為拒絕對海員大罷工與省港大罷工作出讓步，結果釀成了軒然大波。他後來在任錫蘭總督時，復遇上了布雷斯格德爾事件，並在事件發生後不久引退。

## 生平

### 早年生涯
司徒拔在1876年10月13日出生於英格蘭牛津郡牛津，在家中五名兄弟中排行最小。司徒拔的父親（William Stubbs，1825年6月21日—1901年4月22日）是牛津大學著名的欽定講座教授，精研現代歷史，後來並曾經先後擔任過車士打主教和牛津主教。至於司徒拔的母親名叫凱瑟琳·戴勒（Catherine Dellar，生於1838年），來自尼夫斯托克（Navestock），在村莊學校任職校長。
司徒拔早年入讀拉德利公學（Radley School），後來憑獎學金入讀牛津大學基督聖體學院。在大學中，司徒拔曾在1897年的第一次古典文學考試中取得一級榮譽，至1899年取得文學士資格畢業，並同時在人文學科中取得了一級榮譽。後來在1920年，他進而取得文學碩士資格。
在1900年1月，司徒拔加入英國殖民地部的東方司，任職二級文書，負責監管海峽殖民地、馬來聯邦、香港和錫蘭各殖民地的發展。在1907年，他升任署理一級文書，至1910年更正式出任一級文書。未幾，在1910年至1911年，司徒拔出訪馬來亞半島與香港，就外籍公務員薪俸水平進行調查。調查結束返國後，司徒拔復在1912年獲委任為西非土地委員會委員。
在殖民地部工作期間，司徒拔曾在1906年負責編輯查爾斯·普勒斯伍德爵士的《英國殖民地歷史地理學》（Historical Geography of the British Colonies）一書中，地中海及東方殖民地部分的第二版內容。另外，他也是《殖民地辦公室名單 （1911年—1912年）》的聯合編輯。
作為一位在英國本土供職的公務員，司徒拔在1913年獲罕有地外調到英國的海外殖民地，到錫蘭出任輔政司，期間曾數度署任總督之職。到1919年，他更意外地獲委任為香港總督，接替身體狀況欠佳的梅含理爵士。司徒拔在1919年9月30日正式履新，成為第16任香港總督。

### 香港總督

#### 社會發展

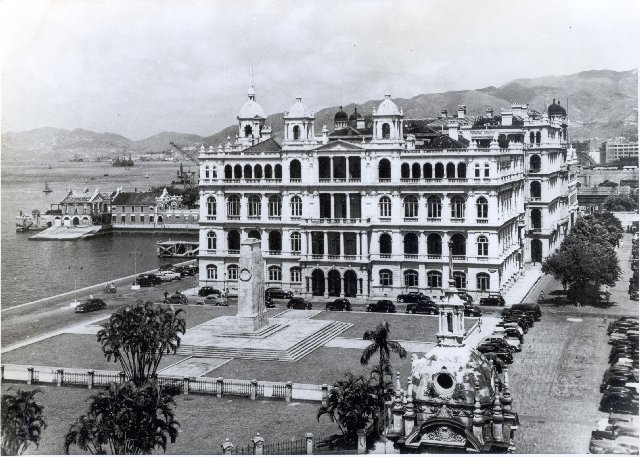
和平紀念碑及廣場，由司徒拔爵士主持揭幕。後方建築物是1897年落成的香港會（攝於1928年）

司徒拔上任以後就積極發展基建。其中在交通方面，隨著汽車的日漸普及，司徒拔任內大力開辟馬路，除了在1920年建成通往新界的青山公路外，又在1924年建成了通往石澳的石澳道，以及一條途經黃泥涌峽，通往淺水灣的淺水灣道。另外在1921年，司徒拔批准成立九巴和中巴兩所巴士公司，使香港開始出現公營巴士服務。
司徒拔亦曾大力開辟香港島的土地，並在東區以及北角七姊妹海傍進行大規模填海，但這些受到連串罷工的影響，工程未及在他任內完成。此外，司徒拔又在1923年於中環主持盛大的和平紀念碑揭幕儀式。和平紀念碑乃仿照倫敦白廳的同款紀念碑而成，以紀念在第一次世界大戰中的陣亡將士。
在1923年10月司徒拔宣佈動工興建規模龐大的城門水塘，以為九龍提供足夠的食水。

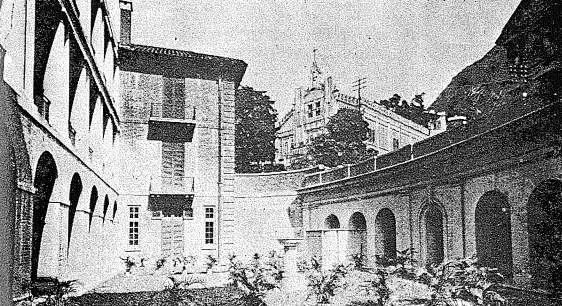
二戰前的英皇書院般咸道校舍

司徒拔十分注重香港的英文教育，在其任內多次提議創立英皇書院，並作為當時香港一所高等英校，提供英式教育、并综合华文课程，作為了香港的一項教育福利。於1923年選址般含道63A現址，動工興建英皇書院般含道校舍。其他司徒拔任內的貢獻還包括在1920年4月重設教育委員會，又在同年9月為香港大學設立金額達100萬港元的基金。

#### 妹仔問題

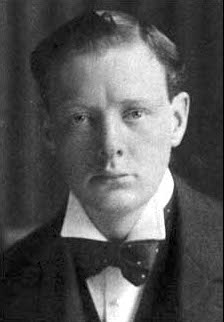
邱吉爾曾短暫出任過殖民地大臣，並對妹仔問題表達強烈不滿。

香港過往不時也曾經就妹仔（丫鬟）的問題展開討論，但往往都是無疾而終的。惟到了1919年，一位克拉克·希士路活夫人（Mrs Clara Halsewood）與其任職於海軍部，駐守香港的丈夫開始就妹仔制度展開探討，並公開認為香港的妹仔制度等同於奴隸販賣。司徒拔認為妹仔制度乃中國傳統，所以對希士路活夫婦的言論感到十分不滿，並罕有地對希士路活夫人作出公開譴責。司徒拔另外又向海軍部施壓，迫使希士路活調離香港。
儘管希士路活夫婦因此返回英國，但事件沒有就此平息。他們反而在英國展開了一連串的運動，使英國輿論也開始對香港的妹仔問題表示關注，甚至於下議院也就問題展開辯論。當時的殖民地大臣邱吉爾也感到非常不滿，邱吉爾一向作風強硬，他在1922年2月向司徒拔發電報，要求港府立即採取相應行動。然而，由於司徒拔反對廢除妹仔制度，而定例局內一些像周壽臣的華人議員也對取締妹仔表示強烈反對，結果港府對邱吉爾的指令一再拖延。邱吉爾未幾在1922年10月因失去下院議席而去職，未能作出跟進，港府於是成功繼續向繼任的德文郡公爵採取拖延策略。
一直到1923年3月，港府才通過了法例，禁止為利益而轉讓妹仔，並授予總督權力對全港妹仔進行登記。惟由於定例局議員的激烈反對，法例有關登記的條款被暫緩執行，所以事實上法例並沒有落實過任何實際措施解決妹仔問題。有關香港的妹仔問題，要至司徒拔卸任，金文泰爵士繼任後，港府才作出進一步的行動。

#### 新界事務
在1923年，為限制新界農地建屋，司徒拔宣佈了一項新界農地建房的補地價政策。由於港府以往沒有這種限制，再加上新例有損新界居民之業權，而其中不少人更認為補地價政策與《展拓香港界址專條》存在抵觸，這遂引起了新界鄉民的強烈反對。為使港府撤回政策，新界鄉紳曾先後約見過華民政務司和定例局華人議員周壽臣等人，要求司徒拔「收回成命」，但司徒拔仍然無動於衷。
其後，荃灣、粉嶺和元朗等地的鄉紳復在1924年8月組成了新界農工商業研究總會，繼續對補地價政策提出反對，惟司徒拔始終不作讓步，直到金文泰爵士繼任港督以後，港府方才在補地價的事情上接受鄉民的提議，收回政策。另一方面，為了挽回民心，平息新界氏族不滿，司徒拔在1924年答應新界鄉紳鄧伯裘之請，尋找在1898年英軍進佔吉慶圍後，被奪走的鐵門之下落。經過一輪周折，鐵門終在1925年5月26日由愛爾蘭運回吉慶圍。為鄭重其事，當時司徒拔更親臨吉慶圍，還主持了鐵門的交還儀式。

#### 中國事務
在中國事務上，司徒拔曾作出過不少甚具爭議性的行動。在他上任總督後不久，粵系軍閥陳炯明在1920年11月率兵驅逐廣州的桂系與滇系軍閥，並迎接身在上海的孫中山返回廣州，重組護法軍政府，展開第二次「護法運動」。未幾，護法軍政府就照會駐北京的各國公使，要求將一筆來自廣東，但卻上繳予北洋政府的海關關餘轉撥護法軍政府。可是，由於護法軍政府當時未獲國際承認，所以其要求遭到了各國公使的拒絕。
不過，司徒拔卻認為，護法軍政府如果得到這筆關餘，就可以作為擔保，向香港進行借貸。因此在受到護法軍政府的提請後，司徒拔大膽向外交部建議接受孫中山的建議。然而，司徒拔的提議傳至外交部後，立即引起很大的反響。時任外務大臣寇松勳爵認為，司徒拔的建議除了與英國政府一貫的立場相左外，他本身更沒有資格向英國的外交事務橫加干涉，結果司徒拔在關餘事件不得要領。
未幾，護法軍政府在1921年1月單方面宣佈，將於2月接管境內海關。這時司徒拔立場已變，他除了立時派出軍艦保護粵海關外，又支持外交部的提議，建議對護法軍政府進行封鎖。面對這種強硬姿態，再加上廣州局勢不穩，遂迫使孫中山在之後擱置了接管境內海關的計劃。
在關餘事件完結後，為了獲得國際承認，護法軍政府在1921年4月召開「非常國會」，並選出孫中山出任「非常大總統」之職。孫中山在同年5月5日正式就職，但港府卻在5月4日貼出告示，明令香港不得進行任何相關的慶祝活動，兩日後，港府復表示不可在香港進行關於軍政府的籌款活動。告示貼出後，廣州軍政府對港府做法十分不滿，並向英國駐廣州總領事提出抗議。至5月23日，司徒拔終就事件作出答覆，他認為，由於北洋政府才是英國承認的合法政權，所以港府的做法沒有不妥；司徒拔又表示，他於港府發出告示時並不在港，所以他並不知情，他本人亦僅就告示之行文有欠禮貌致歉。司徒拔的答覆進一步激起護法軍政府的不滿，在5月24日，軍政府的外交部次長伍朝樞對司徒拔的解釋作出了措詞嚴厲的批評，而英國駐廣州總領事與本地英文報章亦齊聲對司徒拔的行動不予贊同，在各界反對下，港府最終收回告示。
儘管司徒拔與護法軍政府關係不美，但卻隨著軍政府的混亂局面而有所轉變。在1922年6月，陳炯明策動六一六事變，將孫中山驅離廣州，但是在不久以後，陳炯明復在1923年1月被擁護孫中山的滇、桂軍閥打倒，使得孫中山得以在是年3月返回廣州。在這個時候，司徒拔選擇支持了重新得勢的孫中山，並鄭重其事地邀請他於2月17日訪問香港，其間更於2月18日與司徒拔舉行午宴，以及在2月20日到香港大學發表了一次有名的公開演講。司徒拔曾希望大力支持孫中山，他甚至因此差點被去職丟官。
可是，這種友善關係並不持續，其後更在1924年8月發生了廣州商團事件。在事件中，滙豐銀行在廣州的華人買辦陳廉伯涉嫌走私軍火到廣州，並企圖發動兵變佔領廣州。但是該批私人軍火卻被廣東政府及時發現，最終使兵變失敗，陳廉伯更因此出逃香港。當時輿論普遍認為廣州商團事件在背後得到英國的支持，而匯豐銀行總經理更認為司徒拔至低限度對事件予以默許。不過司徒拔卻對指控感到十分憤怒，並對英國背後支持的說法加以否認。儘管事件到最後仍然是撲朔迷離，但司徒拔與廣州軍政府的關係始終蒙上了陰影。

#### 罷工連連
受到第一次世界大戰的拖累，香港戰後的經濟受到一定的困擾，而戰後的通貨膨脹，百物騰貴，更使社會上的低下階層深受困擾。比如在1919年，由於南亞地區稻米失收，觸發香港米糧短缺，米價甚至急升10倍之多，並引起搶米風潮；後來司徒拔入市平抑米價，實行價格管制，情況才有所改善。不過，港府一直沒有措施改善低下階層，尤其是工人的生活，結果就釀成一連串的大型工潮。在1920年4月，受生活所迫，香港華人機器會率先要求資方增加工資40%，資方初時拒絕，遂使9,000名工人憤而返回中國，最終資方迫於無奈下，加薪32.5%，事件才得以解決。
受到香港華人機器會罷工成功的鼓勵，新的工會在此後接踵成立。至1922年1月，香港海員工會更仿傚華人機器會，發動海員大罷工，要求渣甸和太古一類的外資船務公司增加華籍海員薪酬30%，好讓華籍海員與外籍海員得到同等待遇。由於沒有得到資方的答覆，工會遂如期在1月22日正式開始罷工。
海員大罷工最初只有1,500人參加，可是在各大小工會的加入下，罷工人數很快就上升至12萬人，而且數以萬計的工人更相約返回中國，使香港上百隻輪船滯留，各行各業漸漸陷於停頓，甚至港督府也只餘下2名華籍傭工，亦使後來威爾斯親王在4月訪港的行程安排遭到打亂。在事件中，司徒拔的態度十分強硬，他除了發出戒嚴令外，又下令關閉香港海員工會，並限制工人離開香港時所攜帶的金額數量。及至3月4日，一批正離開香港的工人途經沙田時遭到軍警開槍，造成6名工人死亡，史稱「沙田慘案」。慘案發生後，民情更為沸騰，司徒拔始作出讓步，答應取消取締工會，並對沙田慘案死者家屬賠償。同時，資方又承諾加薪15至30%，並且補發工人在罷工期間的薪金，罷工始正式告終。
在1925年，香港發生了另一次大罷工，這次罷工史稱「省港大罷工」，規模比海員大罷工更大，也是香港開埠以來最大型的罷工。省港大罷工始肇因於1925年的五卅慘案，當日一批上海學生在公共租界遊行示威，抗議日本棉紗廠非法開除及毆打工人，惟遊行進行期間，有英籍巡捕開鎗射殺學生，造成多人死傷。慘案發生後，遂立即促使中國各地出現反帝國主義和反英的浪潮。至同年6月19日，在共產黨的帶動下，香港即出現了大罷工，到6月21日，沙面英租界的華工也響應罷工，使罷工範圍進一步擴大。其後在6月23日，廣州更發生了沙基慘案，有工人和學生遊行至沙基時遭英兵和法兵開槍鎮壓，造成了50多人死亡，百多人受傷。
司徒拔之港督任期原本在1925年6月底屆滿，但省港大罷工發生後，他立即自告奮勇，提出要求延長任期，直至罷工完滿解決為止。一如1922年的海員大罷工，司徒拔在這次大罷工也堅拒不退讓，並立即宣佈戒嚴，勒令華籍警員繳械，並封鎖廣州政府，阻止廣州政府支援工人。但同時間，在工會的號召下，踏入7月初，香港罷工返回中國的工人數目已上升至25萬人，銀行更在7月5日出現擠提情況，社會上各行各業基本陷於停頓狀態，市面秩序更陷於混亂，而不少的基本服務則十分依賴英軍作有限度的維持。
司徒拔堅信大罷工背後由共產黨指揮，所以他極力主張英國應該出兵，推翻有共黨人士參與的廣州政府，不過司徒拔之建議未獲外交部所接受；此後，他復建議英政府出錢300萬元賄賂北洋政府，以設法結束廣州的反英運動，但建議仍為英政府所否決。此後，司徒拔、定例局華人議員周壽臣與羅旭龢，與東華醫院主席馬敘朝及首總理莫晴江，秘密挪用東華醫院為數5萬元的信托基金，暗中協助粵軍魏邦平策動廣州的兵變，不過未能成事。及後新任港督金文泰上任，挪用曝光，社會輿論一遍嘩然，但其時司徒拔已經卸任離港。
由於司徒拔的態度強硬，又不願與廣州政府展開對話，結果使大罷工陷於膠著狀態。至同年10月，英方因司徒拔過於強硬，遂決定以熟知中國文化的金文泰爵士接任港督。司徒拔在1925年10月31日離開香港，正式卸任港督一職。儘管司徒拔離開香港之時，罷工高潮已經過去，但罷工則一直持續至翌年10月才正式結束。後來根據《泰晤士報》在1927年4月作的估計，雖然省港大罷工對香港的長遠經濟損失有限，但仍然造成了1億英鎊之經濟損失。
另值得一提的是，司徒拔卸任當日乃取道新落成的皇后碼頭離開香港。他是第一位使用碼頭的總督，也是第一位從皇后碼頭離開香港的總督。

### 殖民地生涯
退任港督以後，司徒拔在1926年4月26日轉到牙買加出任總督，並同時取得都督（Captain General）軍銜。司徒拔在這個英國於安的列斯群島最大的殖民地當了6年總督，任內他主張牙買加以理性的步伐，慢慢地引入新憲法，以及實施全民普選，結果拖慢了當地的獨立步伐，並引來本地民族主義者的不滿。
至1932年10月29日，司徒拔轉到塞浦路斯出任總督約一年多的時間。期間，塞浦路斯正值希臘合併運動的興起，當地的塞浦路斯希臘人熱切希望與希臘合併，但塞浦路斯土耳其人和英國人則齊聲表示反對。由於塞浦路斯希臘人曾為此多次發動動亂，甚至在1931年將總督府燒毀，因此司徒拔任內大抵沿行前任的政策，對支持合併者加以鎮壓，並通過了法律以增加塞浦路斯總督的權力。
在1933年12月23日，司徒拔復派到錫蘭出任總督。在任內，他多次拒絕錫蘭國務會議的錫蘭裔議員提出修訂《多諾莫爾憲法》（Donoughmore Constitution）之建議，並認為將憲法修正成為完全的責任制政府，是一個不成熟的做法。司徒拔的做法獲得到錫蘭泰米爾人和穆斯林社團的支持。因為這個在1931年生效的《多諾莫爾憲法》讓錫蘭各個民族與農場主均可以在政治上達到均衡參與，故此他們擔心憲法一旦修訂，會使錫蘭人一派獨大，並誘發派系衝突。
此外，白人農場場主與本地錫蘭人的不和亦在司徒拔任內不斷加深，後來在1937年更爆發了「布雷斯格德爾事件」（Bracegirdle Incident）。馬克·布雷斯格德爾是一位澳洲的左派分子，他於1936年前往錫蘭，為當地的農場工人提供協助，並不時對農場場主提供的不合理待遇作猛烈批評。當時很多錫蘭的農場場主都對布雷斯格德爾感到十分討厭，並認為他身為白人，卻出賣了白人的利益。結果在農場場主施加壓力下，司徒拔決定在1937年4月22日下令將布雷斯格德爾遞解出境。
遞解令發出以後，布雷斯格德爾立即匿藏起來，而他所屬的蘭卡平等社會黨（Lanka Sama Samaja Party）更發動民眾上街示威抗議，並高呼「我們要布雷斯格德爾，遞解司徒拔」的口號，要求司徒拔下台。一如以往，司徒拔作風強硬，對示威不作理會，亦拒絕收回遞解令。至同年5月5日，錫蘭國務會議以34票對7票通過動議，譴責司徒拔在未經諮詢內政部長的情況下發出遞解令。而同日亦有達50,000人示威聲援布雷斯格德爾，期間，布雷斯格德爾更曾經突然現身，但由於在場警察所持的逮捕令過期，因此無法將他拘捕。
數天以後，警察成功逮捕布雷斯格德爾，並向他提出起訴。但同時間，蘭卡平等社會黨則入稟最高法院，對司徒拔發出的遞解令效力提出質疑。有關案件同年在5月18日審結，主審的首席大法官悉尼·亞伯拉罕斯爵士（Sir Sidney Abrahams）認為司徒拔不可因為有人行使其言論自由，而將之遞解出境，因此他裁定布雷斯格德爾勝訴，並宣佈遞解令無效。在布雷斯格德爾事件發生後不久，司徒拔在6月30日正式退休，返回英國，結束其18年的殖民地生涯。

### 晚年
退休以後，司徒拔退居於英格蘭肯特郡比爾斯特德（Bearsted），但仍然十分熱心於公共事務。在1938年，司徒拔曾獲委任到西印度皇家委員會（West India Royal Commission）出任副主席，該委員會後來通過成立西印度福利基金（West Indian Welfare Fund），每年發放一百萬英鎊的撥款，並同時設立行政部門，以活化區內的社會與經濟發展。
司徒拔晚年獲委任為肯特郡太平紳士，並在1941年擔任北區拒服兵役者上訴審裁處（Northern Division Appellate Tribunal for Conscientious Objectors）主席。司徒拔在1947年12月7日因心臟衰竭在比爾斯特德去世，終年71歲。其遺產在1948年3月23日進行估值，結果共值34,558英鎊3仙令10便士。

## 家庭
司徒拔在1909年迎娶馬喬里·沃馬克（Marjory Womack）為妻。司徒拔夫人的父親叫腓特烈·沃馬克（Frederick Womack），在倫敦任職醫生，同時曾在下議院擔任議員。司徒拔夫人向以熱心社會事務著稱，曾在1919年獲授CBE勳銜，後來又曾自1920年至1925年出任首任香港女童軍總監。
司徒拔夫婦共有兩子一女，其中女兒叫芭芭拉·司徒拔（Barbara Stubbs，1921年—1982年）。另外，司徒拔是倫敦動物學會院士，他十分熱愛動物，其中尤其喜愛暹羅貓。

## 榮譽

### 勳銜
- C.M.G. （1914年）
- K.C.M.G. （1919年）
- 勳一等旭日章 （日本，1921年）
- G.C.M.G. （1928年）
- F.Z.S.
- J.P. （根德郡）

### 榮譽學位
- 榮譽法律博士 （香港大學，1926年）
- 榮譽院士 （牛津大學基督聖體學院，1926年）

### 以他命名的事物
- 司徒拔道，連接香港島灣仔及灣仔峽。
- 司徒拔盾（Stubbs Shield），斯里蘭卡一項學界拳擊比賽[7]。

### 英文資料
- Who was Who, 1941-1950，A & C Black。
- Excellency : the governors of Hong Kong，Russell Spurr，Hong Kong：FormAsia，1995年。
- Oxford Dictionary of National Biography，Thomas Paul Ofcansky，Oxford University Press，5th edition，2004年。
- A History of Hong Kong，Frank Welsh，HarperCollins。
- The Bracegirdle Saga: 60 Years After，T. Perera，What Next? Issue no. 5，1997年。
- HONGKONG LEGISLATIVE COUNCIL（页面存档备份，存于），1925年6月23日。
- Hong Kong（页面存档备份，存于），WorldStatesmen.org，2007年8月17日造訪。
- Sri Lanka（页面存档备份，存于），WorldStatesmen.org，2007年8月17日造訪。
- Cyprus（页面存档备份，存于），WorldStatesmen.org，2007年8月17日造訪。
- Jamaica（页面存档备份，存于），WorldStatesmen.org，2007年8月17日造訪。

### 中文資料
- 第十六任 司徒拔，香港二十八總督，劉大年，1997年。
- 新界鄉議局的歷史，新界鄉議局，2005年5月23日。
- 孫中山與香港，香港歷史博物館，2005年4月13日。

## 外部連結
- 立法局會議記錄（英文）
  - 1919年（页面存档备份，存于）
  - 1920年（页面存档备份，存于）
  - 1921年（页面存档备份，存于）
  - 1922年（页面存档备份，存于）
  - 1923年（页面存档备份，存于）
  - 1924年（页面存档备份，存于）
  - 1925年（页面存档备份，存于）
- 其他
  - 香港大學贊辭[永久]

| 官衔                             | 官衔                         | 官衔                               |
| -------------------------------- | ---------------------------- | ---------------------------------- |
| 前任者： 麥卡勒姆爵士            | 署理錫蘭總督 1913年          | 繼任者： 羅伯特·查默斯             |
| 前任者： 羅伯特·查默斯           | 署理錫蘭總督 1915年–1916年   | 繼任者： 安德遜爵士                |
| 前任者： 安德遜爵士              | 署理錫蘭總督 1918年          | 繼任者： 曼寧爵士                  |
| 前任者： 施勳（署理）            | 第16任香港總督 1919年–1925年 | 繼任者： 施勳爵士（署理）          |
| 前任者： A·S·傑夫（署理）        | 牙買加總督 1926年–1932年     | 繼任者： A·S·傑夫（署理）          |
| 前任者： 斯托爾斯爵士            | 塞浦路斯總督 1932年–1933年   | 繼任者： 帕麥爾爵士                |
| 前任者： 法蘭西斯·蒂勒爾（署理） | 錫蘭總督 1933年–1937年       | 繼任者： 麥斯威爾·韋德伯恩（署理） |